# Pavlo Hachtchenko
Pavlo Mikhaïlovitch Hachtchenko (en ukrainien : Павло Михайлович Гащенко), (? - 1933) est l'un des kobzars du XXe siècle de l'Ukraine.

## Biographie
Né dans la région de Poltava il séjournait en majorité dans l'oblast de Kharkiv et surtout dans les villes de Bohodoukhiv et Konstantynivka. Atteint par la variole, il perdait la vue à onze ans. Il est l'un des invités du XIIe congrès archéologique de Russie qui met l'accent sur la culture des kobzars et bandouristes. Il eut comme élève Ivan Koutchouhoura-Koutcherenko, Nestor Kolisnik et Makar Tymofiyevytch Khrystenko.